# Makedonske denarer
 "Denar" omdirigeres hertil. For andre betydninger af Denar, se Dinar.
Makedonske denarer (flertal: denari, makedonsk: денар og денари, ISO 4217-kode: MKD) er Republikken Nordmakedoniens valuta, og er inddelt i 100 deni (makedonsk: дени). Navnet denar kommer af den gamle romerske møntenhed denarius. Valutategnet er ден, de første tre bogstaver af navnet på makedonsk. Den første makedonske denar (MKN) blev indført den 26. april 1992. og afløste jugoslaviske dinarer til kurs pari. Den 5. maj 1993 blev valutaen devalueret i forholdet én ny denar (MKD) til 100 gamle denarer (MKN).
Der blev ikke udstedt mønter i forbindelse med den første denar. I 1993 blev der udstedt mønter i forbindelse med den anden denar med pålydender af 50 deni (som ikke længere udstedes), 1, 2 og 5 denari. 10 og 50 denari mønter er kommet til senere.